# Schollbrockhaus
Das Schollbrockhaus ist eine ehemalige Getreidemühle im Park von Schloss Strünkede im Herner Stadtteil Baukau und ist als technisches Kulturdenkmal wesentlicher Bestandteil des Schlossensembles.

## Geschichte

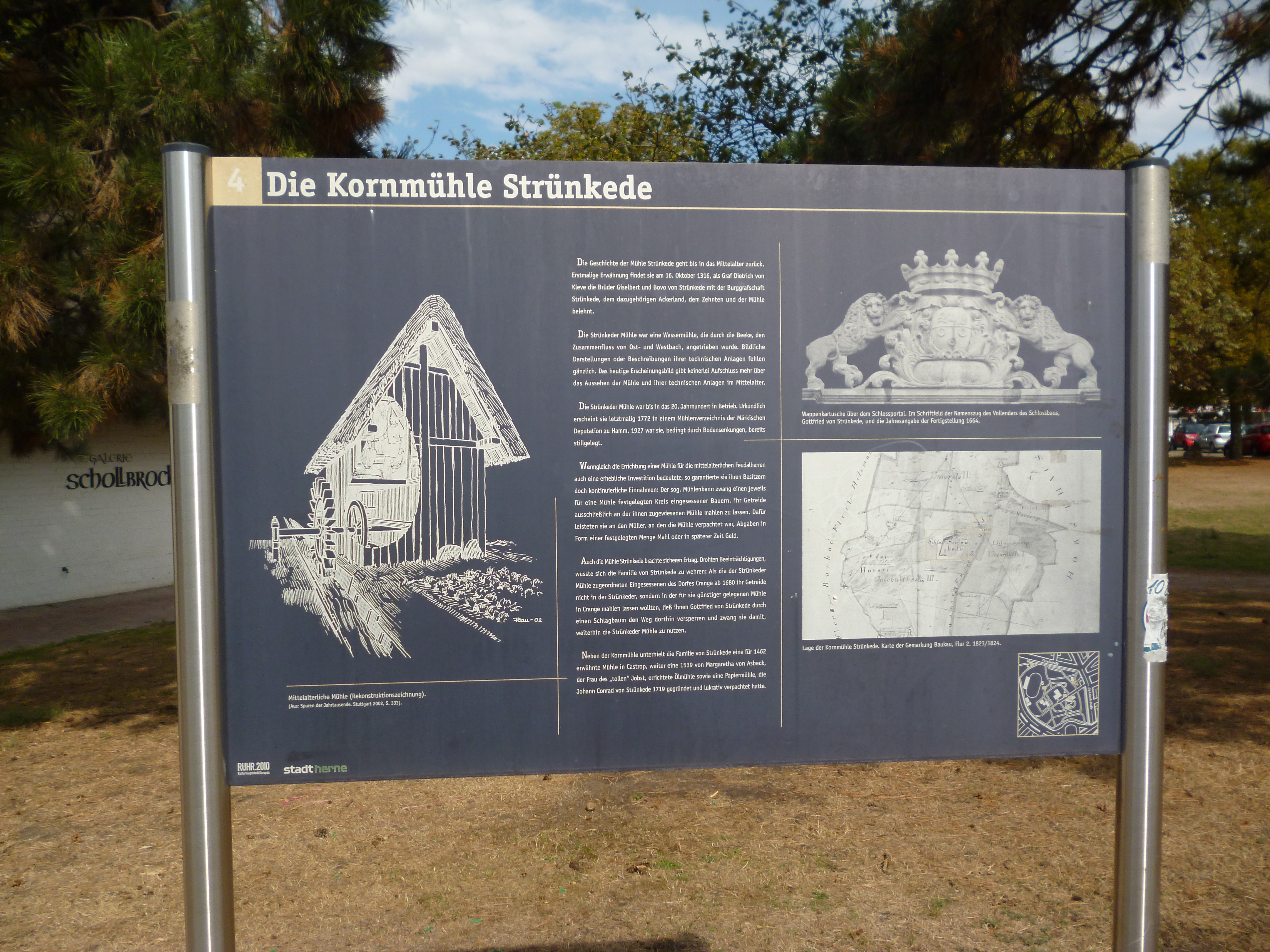
Hinweistafel zum Schollbrockhaus

Bis zum Ende des 18. Jahrhunderts war das Schloss Sitz der freiherrlichen Familie von Strünkede. Zu diesem gehörte die 1316 erbaute Kornmühle. Im 19. Jahrhundert wurde ein Nachfolge-Fachwerkbau im Besitz von Friedrich von Forell (1777–1846) am selben Standort im Schlosspark errichtet. Die Mühle hatte zwei Mahlgänge, von denen einer für Graupen bestimmt war. Das angrenzende Nebengebäude diente als Stall. Angetrieben wurden die zwei oberschlägigen Räder der Wassermühle durch den Zusammenfluss von Ost- und Westbach. Pächter waren ab 1810 der Castroper Gastwirt Diedrich Joseph Lueg, 1859 Obermüller Carl Heinrich Deisner, 1865 die Witwe des Johann Stein und 1884 der Müller Bernhard Schollbrock, der auch zugleich Namensgeber war.
1892 wurde auf Antrag von Friedrichs Sohn August von Forell die Mühle zu Wohnungen umgebaut. Bedingt durch Bodensenkungen war die Mühle stillgelegt worden und war bereits 1927 nicht mehr in Betrieb. 1960 zogen die letzten Mieter aus. Ein Gutachten von 1966 bestätigte den allgemein sehr schlechten baulichen Zustand des Gebäudes samt Nebengebäuden, die bis 1967 abgerissen werden sollten. Der Kern der Bauanlage wurde jedoch als sanierungsfähig eingestuft. 1968 wurden zunächst nur die Schuppen abgerissen und das Schollbrockhaus neu gestrichen. Anfang 1979 wurde die Mühle vom Westfälischen Amt für Denkmalpflege (heute LWL-Denkmalpflege, Landschafts- und Baukultur in Westfalen) nachträglich in die Liste der in Herne schätzenswerten Bauwerke aufgenommen und 1980/81 als technisches Kulturdenkmal und Bestandteil des Schlossensembles saniert. 2010 wurde das Haus erneut aufwändig restauriert: der Boden wurde ausgetauscht, die Außenwände wurden freigelegt und das Fundament des Mauerwerks neu verfugt, das Innenfachwerk wurde ergänzt und die Innendämmung mit Lehmputz und Schilfrohrmatten erneuert.

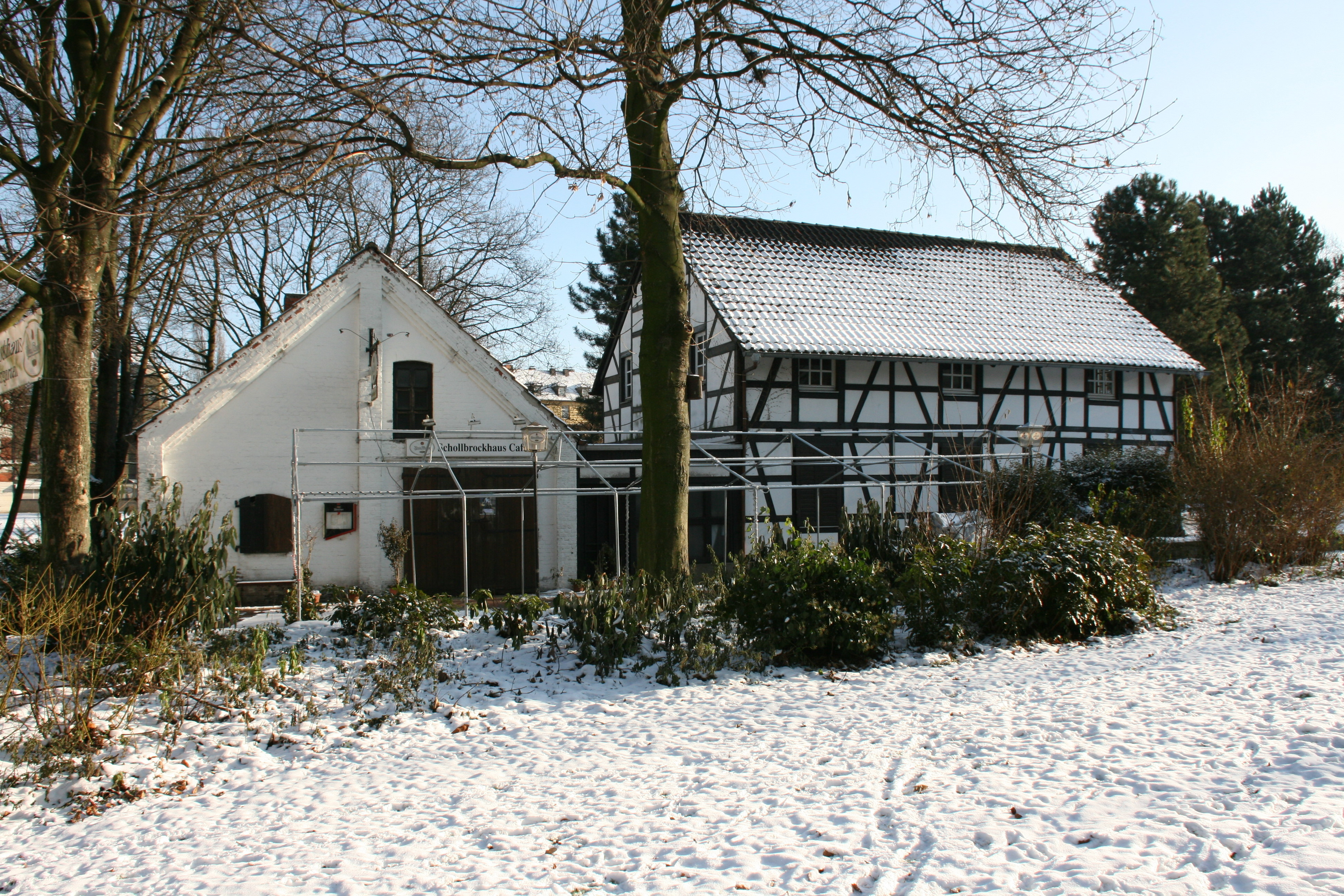
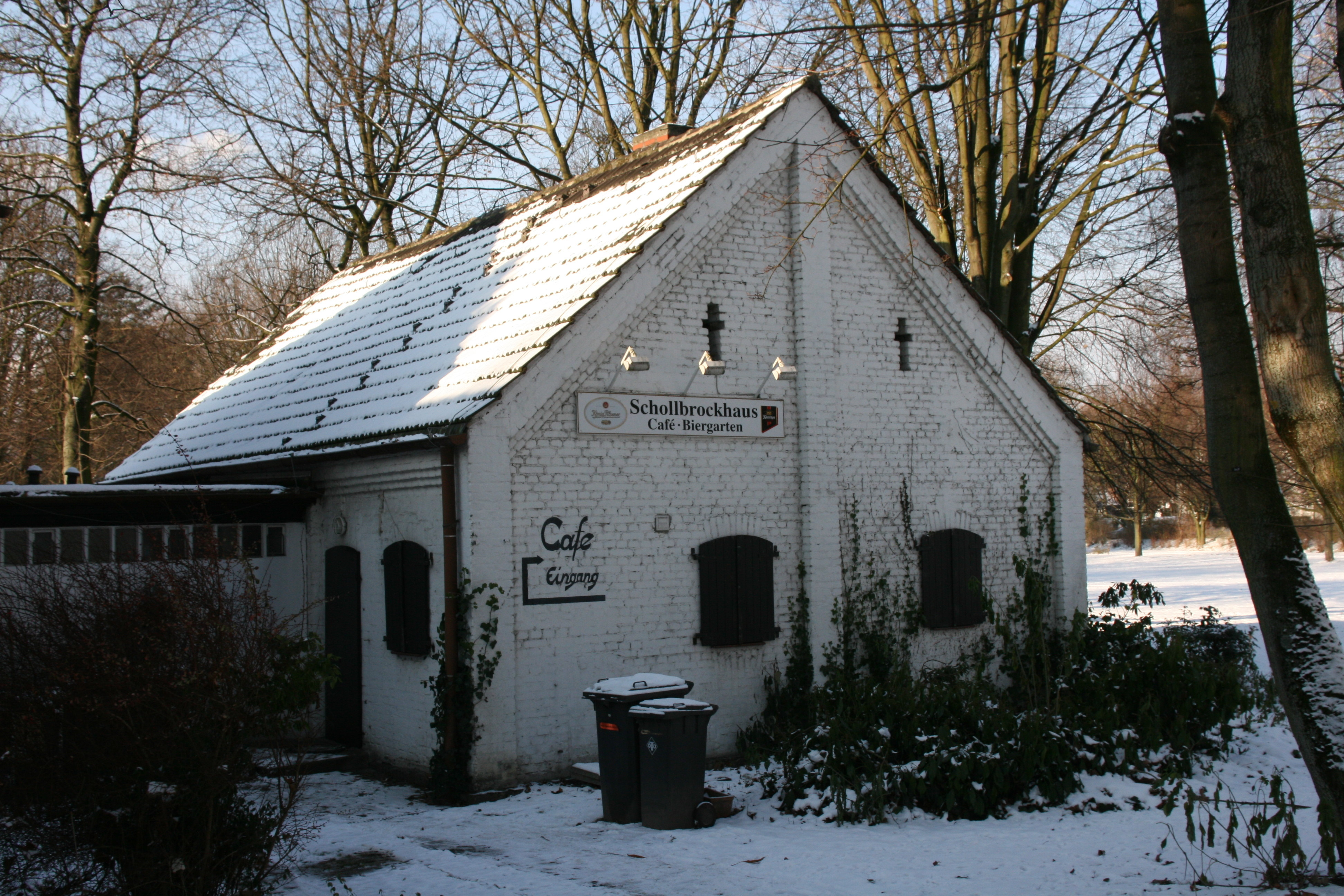
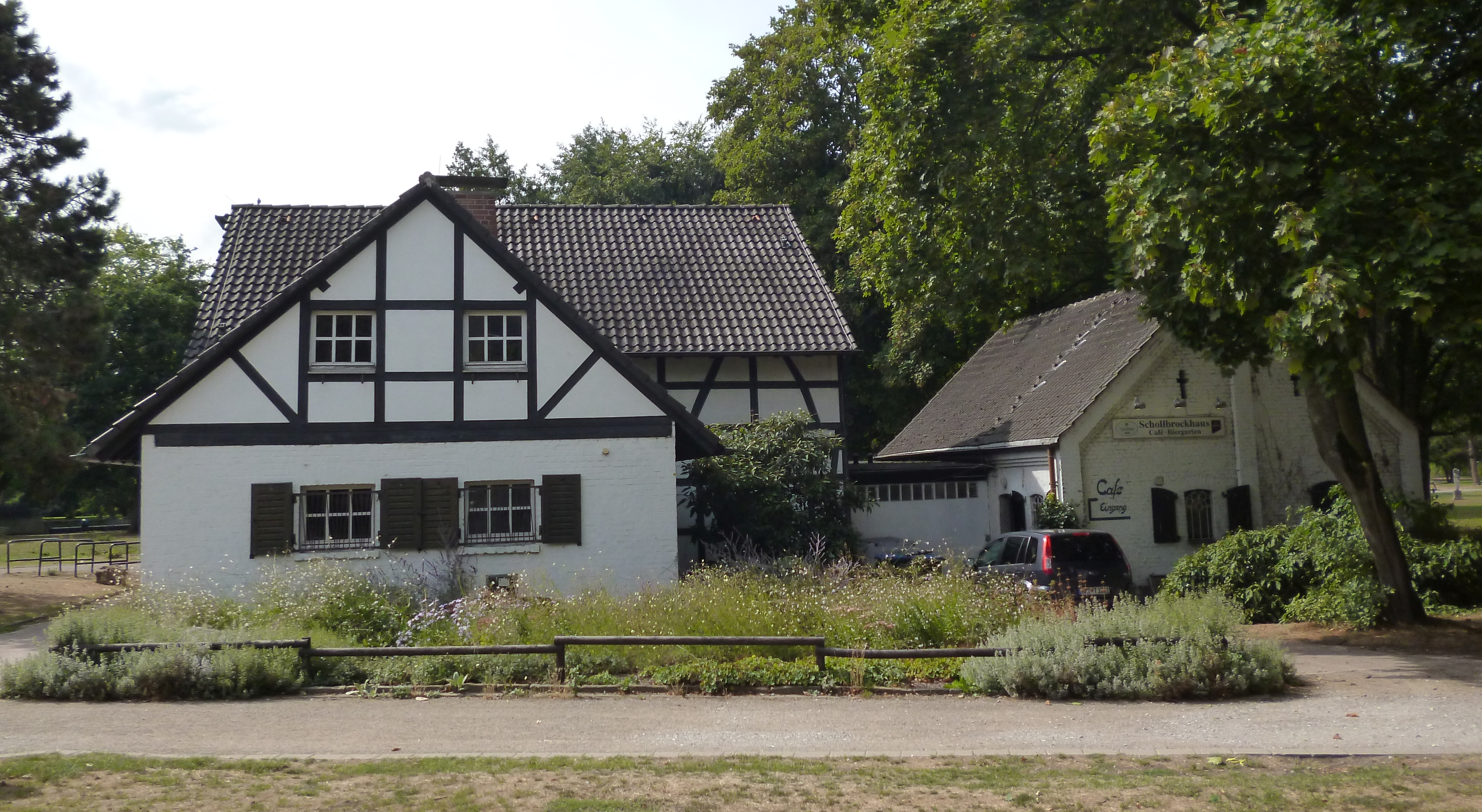

## Heutige Nutzung
Das Schollbrockhaus beherbergt Galerieräume auf zwei Etagen, die regelmäßig von regionalen Künstlern genutzt werden. Die Organisation von Gemeinschafts-, Mitglieder- und Gastausstellungen, Malkursen und monatlichen Künstlertreffen wird durch den Kunstverein Galerie Schollbrockhaus e. V. koordiniert, der 1980 durch Familie Menne und 10 weitere Kunstschaffende gegründet wurde. Langjähriger Vorsitzender des Kunstvereins Schollbrockhaus war Günter Dworak. 
Von 1998 bis Ende 2020 befand sich das Café Schollbrockhaus im Nebengebäude, das früher ein Stall war.
Ausstellungen (Auswahl)
- 1982: Hildegard Kremper-Fackner
- 1983: Gerhard Konopa

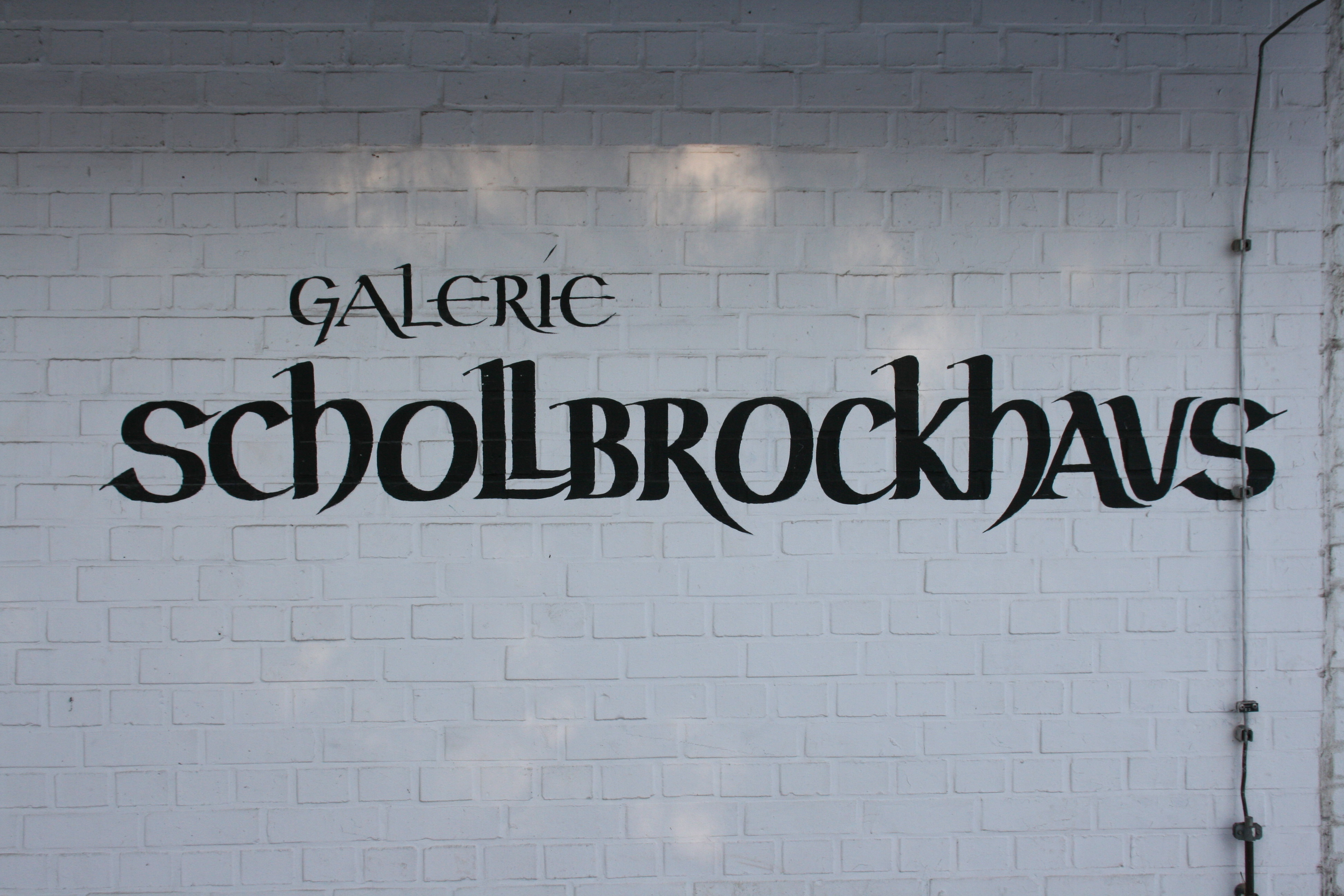
Galerie Schollbrockhaus

- 1987: Jupp Gesing, Handzeichnungen
- 1988: Das alte Königsberg – Veduten aus 400 Jahren, Ausstellung des Kunstforums Ostdeutsche Galerie[9]
- 1991: Brigitte Kraemer[10]
- 1993: Herner Künstlerbund, unter anderem mit Jupp Gesing
- 1993: Gerda Zuleger-Mertens
- 1994: Gemeinschaftsausstellung Herner Künstlerbund/Partnerstadt Hénin-Beaumont
- 1995: Erinnerungsausstellung „1. Herner  Künstlergruppe 1948–1953“
- 1995: Peter Liedtke, Ruhrgebiet 1945–1995
- 1998: Herner Künstlerbund, „Weibsbilder“
- 2000: Herner Künstlerbund, Kleinformatige Arbeiten
- 2003: Serio Digitalino
- 2005: Herner Künstlerbund, „Die Neuen“[11]
- 2018: Edmund Schuitz, Kopfstrecke, Erinnerungen an den Bergbau
- 2020: Herner Künstlerbund, virtuelle Ausstellung „Wenn die Kunstinteressierten nicht ins Schollbrockhaus kommen können, kommt das Schollbrockhaus zu den Kunstinteressierten“[12]